# 变奏曲
变奏曲是一种乐曲的结构形式，用于奏鸣曲和交响乐其中的一部分，也可以作为独立的器乐曲作品。将乐曲最初呈示的主题不断地反复，在反复的过程中有变化，变化可以产生在和声、旋律、对位、节奏上，也可以由不同的配器方法在音色上求变化。这种变化就是主题变形，或叫“变奏”。变奏的次数不固定，可以变奏任意多次。曲式发展如：
A（主题）+A1+A2+A3+A…… 
变奏曲是一种古老的经典作曲方式，从文艺复兴时期就已经流行。巴洛克时期比较著名的变奏曲有巴哈的《哥德堡变奏曲》，韓德爾的《和谐的铁匠》系列。
在古典主义时期，莫扎特写了大量的变奏曲，莫扎特习惯在变奏曲的倒数第二乐章时让节奏变慢，然后在最后一个乐章突然加快，并常用华彩即兴演奏的形式；其中最有名的即為《小星星變奏曲》。海顿喜欢用双变奏的形式，即用两个相关的主题，一般一个是大调式另一个是小调式，互相进行变奏。
贝多芬一生也写过不少变奏曲，有的在他的大型乐曲中应用，如《第三交响曲》的最后部分，《第12钢琴奏鸣曲》的开始部分，他最后一部《第32钢琴奏鸣曲》的第二部分等。
舒伯特写过5部变奏曲，最著名的是《死神与少女》弦乐四重奏，他的著名作品《鳟鱼》钢琴五重奏也包括对他自己创作的歌曲《鳟鱼》的变奏。
浪漫主义时期变奏曲形式更为重要，但一般作曲家不再单独写变奏曲，但孟德尔逊,羅伯特·舒曼,勃拉姆斯，拉赫曼尼诺夫等作曲家写了多首变奏曲表现了他们对古典主义音乐的偏爱。
20世纪又流行单独的变奏曲，韋伯、布里顿、保羅·欣德米特等人都写过独立的变奏曲套曲。
有经验的音乐家经常可以即兴演奏变奏曲，在巴洛克时期非常普遍，尤其是慢节奏的主题，可以使演奏者不断地在变奏过程中完善主题。古典主义时期也会即兴演奏变奏曲，贝多芬的作品《G小调幻想曲》（作品77）几乎就是一个小主题在他即兴演奏后记下的乐谱。莫扎特的许多作品也是即兴演奏后完善的。
即兴演奏完善变奏也是爵士乐的主要创作方法。